# Сказки Волшебной страны
Сказки волшебной страны (англ. Tales from the Perilous Realm) — сборник сказок Дж. Р. Р. Толкина, выпущенных в 1997 году. Помимо сказок в книгу были включены почти все стихи (за исключением тех, которые присутствовали во Властелине колец) из книги Приключения Тома Бомбадила.

## Содержание
1. Роверандом.
2. Фермер Джайлс из Хэма.
3. Приключения Тома Бомбадила (все стихи, кроме 6,7 и 10).
4. Кузнец из Большого Вуттона.
5. Лист кисти Ниггля.